# Ceratomonia rozenorum
Ceratomonia rozenorum är en biart som beskrevs av Michener 1981. Ceratomonia rozenorum ingår i släktet Ceratomonia och familjen sommarbin. Inga underarter finns listade i Catalogue of Life.